# Xavier Pla

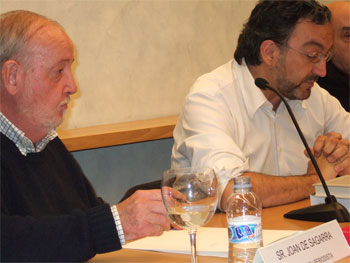
Joan de Sagarra y Xavier Pla en la presentación de los dietarios de Maurici Serrahima Del passat quan era present.

Xavier Pla i Barbero (Gerona, 1966) es un filólogo español. Licenciado en Filología catalana y francesa, es doctor en Letras por La Sorbona-Universidad de París IV París-Sorbonne (1996). Actualmente es profesor de Literatura catalana contemporánea y Teoría de la literatura en la Universidad de Gerona y colabora en los diarios La Vanguardia y El Temps. Es miembro del Patronato de la Fundación Josep Pla (Palafrugell), desde 1998, y ha sido editor de obras del propio Josep Pla, Eugeni d'Ors y Eugeni Xammar.

## Obras
- Josep Pla: ficció autobiogràfica i veritat literària. Quaderns Crema, 1997, ISBN 9788477272366 (Premio Crítica Serra d'Or de Ensayo, 1998)
- Simenon i la connexió catalana. Edicions Tres i Quatre, 2007, ISBN 9788475027760 (Premio Joan Fuster de Ensayo, 2006)
- "Josep Pla: Un cor furtiu"